# 에런 레넌
에런 저스틴 레넌(영어: Aaron Justin Lennon, 1987년 4월 16일 ~ )은 잉글랜드의 은퇴한 축구 선수로, 윙어로 활약했다. 165cm의 신장이며, 에밀리아노 인수아와 숀 라이트필립스 외에 프리미어리그에서 신장이 가장 작은 선수 중 한 명이었다. 또한 그는 프리미어리그에서 가장 빠른 선수 중 한 명이었다.

## 선수 경력

### 토트넘 홋스퍼 FC
재정적인 어려움을 겪고 있는 리즈 유나이티드가 레논을 2005년 6월 15일 토트넘 홋스퍼에 1백만파운드에 이적시켰다.

## 플레이 스타일
과거 그는 토트넘의 에이스로 없어서는 안 될 존재였으며 프리미어리그에서 손꼽히는 윙어로 성장했다. 베일의 성장에 따라 좌-베일 우-레넌의 양쪽 윙어 조합을 사용했었는데 이조합은 바이에른 뮌헨의 로베리(로번,리베리)의 황금날개 다음가는 은빛날개의 조합이라 할만큼 뛰어났었다. 빠른 스피드를 이용한 돌파는 많은 수비수들을 애먹였으며, 그가 공을 잡는 순간 모든 선수들은 그의 드리블 능력에 매료되었다. 현재 크리스티아누 호나우두와 리오넬 메시의 돌파능력도 전성기 레넌에 비할 수 없을 정도로 레넌은 역대 윙포워드 중 최고라고 불리고 있다. 그 이후로 에버튼으로 이적했으며 현재 에버튼의 좌측 윙어를 책임지고 있다.

### 토트넘 홋스퍼 FC
- 풋볼 리그 컵 : 2007-08